# Химера кубинська
Кубинська химера (Chimaera cubana) — риба родини химерових, яку раніше приймали за європейську химеру. Відома від узбережжя Куби, Колумбії і Пуерто-Рико з глибини 400-500 м. Досягають в довжину 75 см. Інші види роду відзначені в водах Японії, в Жовтому морі і біля Філіппінських островів. 